# Pradosia atroviolacea
Pradosia atroviolacea – gatunek rośliny należący do rodziny sączyńcowatych. Gatunek występuje w zachodniej Amazonii.